# Coupe de la Ligue polonaise de football 2001-2002
La Coupe de la Ligue polonaise de football 2001-2002 (Puchar Ligi 2001-2002) est la 4e édition officielle de la Coupe de la Ligue polonaise. C'est le Legia Varsovie qui a remporté la compétition, devant le Wisła Cracovie, sur le score cumulé de 4-2.

## Déroulement de la compétition

### Huitièmes de finale
29 et 30 août - 2 et 3 octobre 2001
| Équipe 1                     | Aller | Total | Retour  | Équipe 2              |
| Hutnik Cracovie              | 1 - 1 | 1 - 2 | 0 - 1   | Pogoń Szczecin        |
| KSZO Ostrowiec Świętokrzyski | 2 - 3 | 2 - 7 | 0 - 4   | Wisła Cracovie        |
| Ruch Chorzów                 | 0 - 0 | 0 - 3 | 0 - 3   | RKS Radomsko          |
| Legia Varsovie               | 1 - 1 | 2 - 2 | 1 - 1 ¹ | Górnik Zabrze         |
| Zagłębie Lubin               | 2 - 0 | 4 - 1 | 2 - 1   | Hetman Zamość         |
| Dyskobolia                   | 0 - 1 | 0 - 2 | 0 - 1   | GKS Katowice          |
| Amica Wronki                 | 3 - 3 | 5 - 6 | 2 - 3   | Lech Poznań           |
| Polonia Varsovie             | 2 - 2 | 2 - 3 | 0 - 1   | Odra Wodzisław Śląski |

¹ Victoire 5-3 du Legia aux tirs au but.

### Quarts de finale
26 et 27 mars - 16 et 17 avril 2002
| Équipe 1              | Aller | Total | Retour | Équipe 2       |
| Wisła Cracovie        | 2 - 1 | 4 - 1 | 2 - 0  | Zagłębie Lubin |
| GKS Katowice          | 1 - 0 | 4 - 1 | 3 - 1  | Lech Poznań    |
| Odra Wodzisław Śląski | 1 - 0 | 2 - 3 | 1 - 3  | Legia Varsovie |
| RKS Radomsko          | 1 - 0 | 4 - 1 | 3 - 1  | Pogoń Szczecin |

### Demi-finale
14 et 15 mai - 18 et 19 mai 2002
| Équipe 1     | Aller | Total | Retour | Équipe 2       |
| GKS Katowice | 2 - 5 | 2 - 8 | 0 - 3  | Wisła Cracovie |
| RKS Radomsko | 0 - 1 | 0 - 3 | 0 - 2  | Legia Varsovie |

### Finale
| Match Aller       | Legia Varsovie                                 | 3–0 | Wisła Cracovie | Stade Wojska Polskiego, Varsovie            |                                             |
| 22 mai 2002 20:00 | Sokołowski 17e · Wróblewski 67e · Svitlica 82e |     |                | Spectateurs : 8 000 Arbitrage : Piotr Święs | Spectateurs : 8 000 Arbitrage : Piotr Święs |
| 22 mai 2002 20:00 | Rapport                                        |     |                | Spectateurs : 8 000 Arbitrage : Piotr Święs | Spectateurs : 8 000 Arbitrage : Piotr Święs |

| Match Retour      | Wisła Cracovie                    | 2–1 | Legia Varsovie | Stade Wisły, Cracovie                          |                                                |
| 26 mai 2002 20:30 | Frankowski 25' 31e · Kosowski 52e |     | Yahaya 76e     | Spectateurs : 7 000 Arbitrage : Ryszard Wójcik | Spectateurs : 7 000 Arbitrage : Ryszard Wójcik |
| 26 mai 2002 20:30 | Rapport                           |     |                | Spectateurs : 7 000 Arbitrage : Ryszard Wójcik | Spectateurs : 7 000 Arbitrage : Ryszard Wójcik |

## Liens

### Internes
- Championnat de Pologne 2001-2002

### Externes
- (pl) La Coupe de la Ligue sur 90minut.pl